# Željko Jerkov
Željko Jerkov (né le 6 novembre 1953 à Pula, dans la République socialiste de Croatie, en ex-Yougoslavie) est un ancien joueur croate de basket-ball, évoluant au poste d'ailier fort.

## Carrière

### Palmarès
- Médaille d'or aux Jeux olympiques 1980
- Médaille d'argent aux Jeux olympiques 1976
  -  Champion du monde 1978
  -  Médaille d'argent 1982
  -  Médaille de bronze 1974
    -  Champion d'Europe 1973
    -  Champion d'Europe 1975
    -  Champion d'Europe 1977
    -  Médaille de bronze au championnat d'Europe 1979